# 羅默測定光速

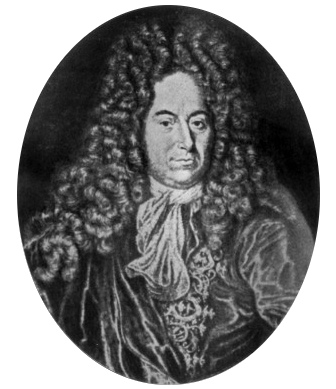
奧勒·羅默 （1644–1710）的版畫像。

羅默測定光速指的是丹麥天文學者奧勒·羅默於1676年從測量實驗發現光波以有限速度傳播。羅默那時就職於巴黎天文台。
羅默估計，傳播等同於地球繞太陽公轉軌道直徑的距離，光波需要大約22分鐘時間，這大約等於220,000每秒（140,000英里每秒），比實際數值低了26%。這可能是因為木星的軌道根數的錯誤造成的誤差，使羅默認為木星比實際更接近太陽。羅默怎樣計算出這數值，詳盡細節可惜已不存在。
在那年代，羅默的理論頗具爭議性，他無法讓那時在巴黎天文台擔任主任的乔瓦尼·卡西尼完全接受他的理論。但是，他的理論很快地贏得了像克里斯蒂安·惠更斯、艾薩克·牛頓等等許多自然哲學者的支持。後來，於1729年，英國天文學者詹姆斯·布拉德雷對於恆星視差的解釋，確認了羅默的觀測結果的正確性。

## 木衛一蝕

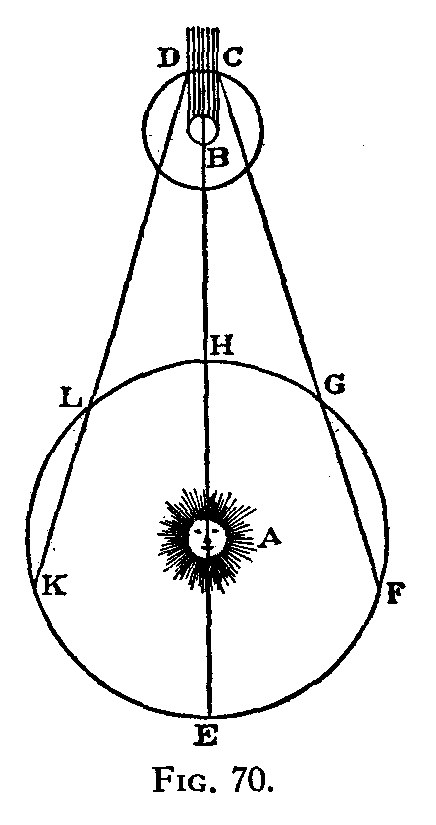
這是按照羅默的1676年繪圖重新繪製的版本。在羅默論文裏，他比較木衛一軌道週期的兩個時間間隔：一個是地球在朝向木星運行時的木衛一軌道週期（有向弧FG的方向），另一個是地球背向木星運行時的木衛一軌道週期（有向弧LK的方向）。

伽利略·伽利萊於1610年1月發現的四個木星衛星中，木衛一最靠近木星。羅默與卡西尼稱它為「木星的第一顆衛星」。木衛一每42½小時繞木星公轉一次，它的軌道平面與木星繞太陽的軌道平面非常接近，因此，它一部分軌道是在太陽照射木星的陰影裏，每一次公轉都會出現行星掩星，稱此現象為「木衛一蝕」。
太陽（點A）照射於木星（點B）會產生陰影（範圍從木衛一軌道的點C至點D）。從地球觀察，當木衛一蝕發生之時（點C），木衛一會突然消失，運行進入木星陰影，稱這現象為「消蹤」；當木衛一蝕結束之時（點D），木衛一會突然出現，運行離開木星陰影，稱這現象為「現蹤」。
地球的公轉軌道包含了點E、F、G、H、L、K。在任意一次木衛一蝕裏，消蹤與現蹤不能夠從地球都觀察得到，因為其中一種現象必會被木星掩蔽。在衝日點（點H，地球在太陽與木星連線之間），消蹤與現蹤都會被木星掩蔽。在地球位置點L、K都可以觀察到木衛一現蹤（點D）。由於點L比點K接近點D，光波需要更多傳播時間才能抵達點K。類似地，在地球位置點F、G都可以觀察到木衛一消蹤（點C）。由於點G比點F接近點C，光波需要較少傳播時間才能抵達點G。
在衝日點之後大約有四個月，可以觀察到木衛一從木星陰影現蹤（從點L至點K）；在衝日點之前大約有四個月，可以觀察到木衛一消蹤進入木星陰影（從點F至點G）。在合日點（點E，太陽在地球與木星連線之間）前後，大約有五至六個月無法觀察到木衛一蝕，因為木星離太陽很近。甚至在衝日點前後幾個月，從地球表面有些地點，都有可能無法觀察到整個木衛一蝕過程──對於某些地點，木衛一蝕可能會發生於日間，或者當木衛一蝕發生時，木星正好低於地平線，被地球本身遮蔽。

## 天文觀察

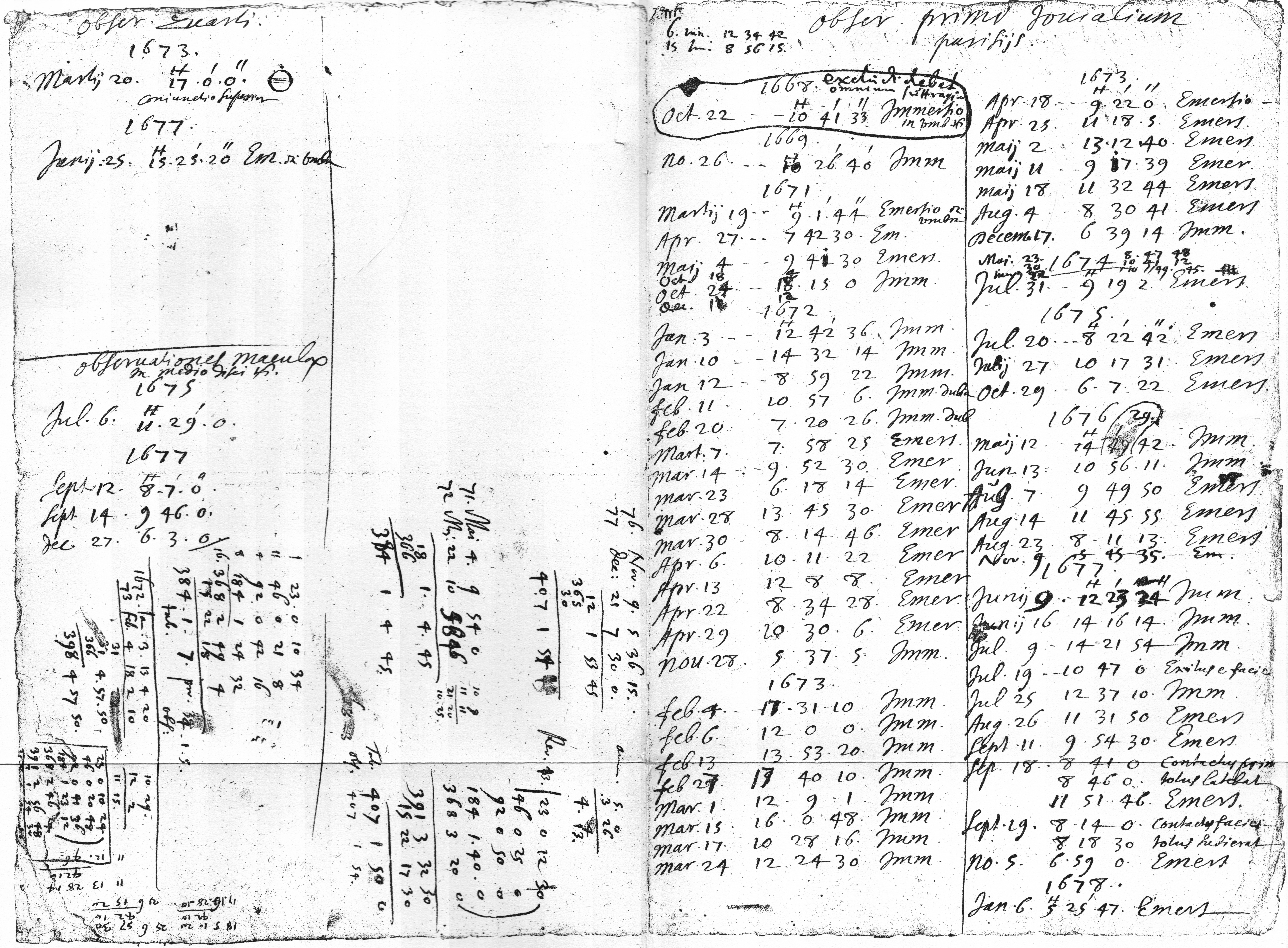
羅默的手稿，寫於1678年月之後某日，於1913年被重新發現。木衛一的消蹤或現蹤時間寫在圖像的右手邊，這應該是摺紙的第一頁。

由於1728年哥本哈根大火（Copenhagen Fire of 1728），羅默的單本論文大部分都被摧毀，碩果僅存的是一篇手稿，內中有約60筆從1668年至1678年觀察木衛一蝕的數據資料。特別值得注意的是，內中紀載了在分別在兩個衝日點1672年3月2日、1673年4月2日兩邊的兩組觀察數據。在一封於1677年9月30日寫給惠更斯的信裏，羅默表示，這些從1671年至73年的觀察數據是運算的主要依據。
存留下來的手稿是在最後一筆天文觀察紀錄（日期為1月6日）之後，才撰寫完成，因此是在羅默寫信給惠更斯之後。羅默似乎在蒐集關於伽利略衛星的被掩蔽數據，並且紀錄於一本備忘錄裡。這或許是因為他正準備於1681年返回丹麥。這手稿也紀錄了在衝日點1676年7月8日兩邊的觀察數據，這是羅默發表結果的依據。

## 初步報告
1676年8月22日，卡西尼向巴黎的皇家科學院宣佈，他將會改變他計算木衛一蝕所使用的方法。他可能也表示出原因：
這第二個不等式似乎是因為光波需要一段時間從衛星傳播至我們；光波似乎需要10至11分鐘來傳播等同於地球繞太陽公轉軌道半徑的距離。
最為關鍵地，卡西尼預測，1676年11月16日的木衛一蝕的現蹤時間會比先前計算方法得到的結果早10分鐘。雖然並沒有任何關於木衛一蝕11月16日現蹤，只有11月9日現蹤的觀察數據紀錄，羅默用這證據於11月22日解釋他的新算法給皇家科學院的學者。
皇家科學院的原本會議紀錄已不存在，但是羅默發表紀錄已被刊登於12月7日《學者期刊》（Journal des sçavans）的新聞報告。這篇報告又被翻譯與發表在1677年7月25日的《自然科學會報》。

## 羅默的推理

### 數量級分析
羅默用數量級分析演示，光波傳播地球直徑距離所需時間超小於一秒鐘，這速度極為快捷。點L是木星的第二方照（quadrature），從點L（地球位置）觀察，木星與太陽的夾角為90°。羅默假定觀察者會在點L看到現蹤，而且42½小時之後還會緊接地看到下一次現蹤。在這42½小時，地球已經運行離開木星更遠，差距為距離LK，根據羅默，這距離是地球直徑的210倍。假若光波傳播速度為1地球直徑每秒，則需要3½分鐘傳播距離LK。假若木衛一繞木星公轉的週期等於在點L現蹤與在點K現蹤的時間間隔，這數值應該比舊星曆表數值慢3½分鐘。
羅默又應用同樣邏輯來處理地球位於第一方照（點G）附近觀察到的消蹤數據，在點G附近，地球的運行方樣主要是面向木星。在點F消蹤與在點G消蹤的時間間隔應該比木衛一繞木星公轉的週期（舊星曆表數值）快3½分鐘。因此，第一方照與第二方照之間測量數值的差額應為7分鐘。但是，從天文實驗數據並沒有發現有任何可分辨的差別。因此，羅默斷言，光速應該超大於1地球直徑每秒。

### 累積效應
羅默猜想，假若常期不停測量，有限光速所造成的任何效應應會越變越大，他發表給皇家科學院的就是這種累積效應。羅默從1672年春天起觀察獲得的數據，可以顯示出這效應。
1672年3月2日，地球位於衝日點H。最初兩次現蹤觀察數據的日期分別為3月7日（時間07:58:25）、3月14日（時間09:52:30）。在這兩次觀察之間，木衛一完成了4個公轉，軌道週期平均為42小時 28分31¼秒。
在這一系列的觀察數據裏，最後一次現蹤數據的日期為4月29日（時間10:30:06）。至此為止，木衛一已完成了30個公轉，軌道週期平均為42小時 29分3秒。兩者之間的差額似乎很微小，只有32秒，但這意味著4月29日的現蹤時間比舊星曆表數值慢了15分鐘。唯一別種解釋就是3月7日、3月14日的觀察數據有誤差2分鐘。

### 預測
羅默從未發表關於他的計算光波傳播速度的正式論述，這可能是因為卡西尼與讓·皮卡（Jean Picard）反對他的點子。但是，從他發表於《學者期刊》的新聞報告和卡西尼的1676年8月22日宣佈，可以推理出這計算方法的大概內涵。 
卡西尼宣佈新星曆表數值將會
包括在內，由於地球軌道偏心率所引起的日長不等、太陽的實際運動、木星的偏心運動（由於木星軌道偏心率所引起的不等）、新發現的不等（由於光波傳播的有限速度）。
因此，卡西尼與羅默似乎是用圓形軌道近似來計算每一個蝕的時間，然後接連做三次修正來估算在巴黎觀察到蝕的時間。
卡西尼列出的三種不等（或不規則）並不是那時只知道的幾種不等，但這三種不等都可以計算與修正。木衛一的軌道也有點不規則，因為與木衛二、木衛三之間的軌道共振，但是經過一個世紀，這現象仍舊沒有被完全解釋清楚。卡西尼與同事天文學者只能夠週期性的修正木衛一蝕表，納入計算木衛一的不規則軌道。最合理的修正時間是在衝日點，在這點，木星最接近地球，最容易被觀察。
大約於1676年7月8日左右，地球又運行至衝日點。在羅默的備忘錄裡，在這日子與卡西尼宣佈的日子之間，列有兩筆現蹤的觀察紀錄，即8月7日（時間09:44:50）、8月14日（時間11:45:55）。有了這些數據，知道木衛一的軌道週期，卡西尼就可以計算稍後四至五個月的木衛一蝕發生時間。
實施羅默修正的下一個步驟，對於每次木衛一蝕，必須分別計算地球與木星在其各自軌道裏的運行位置。當製備新的天文學星曆儀的行星位置表時，這種坐標變換是很平常的工作；這等於找到每次可觀察到的木衛一蝕的點L（或點K）位置。
最後，地球與木星之間距離可用標準三角公式計算，特別是用餘弦定理──知道三角形的兩個邊（太陽與地球之間距離、太陽與木星之間距離）與一個角（地球與木星對於頂點太陽的夾角），就可以計算出地球與木星之間距離。在那時代，天文學者並不清楚太陽與地球之間的距離，只能假定為固定值a，應用克卜勒第三定律，可以計算出太陽與木星之間距離對於固定值a的倍數。
這模型只存留一個可變參數：光波傳播固定值a（地球軌道半徑）所需時間。從1671年至1673年，羅默大約有三十筆木衛一蝕觀察數據。他用這些數據計算出最佳擬合為11分鐘。採用這數值，與1676年8月相比較，他計算出1676年11月光波從木星傳播到地球所需要的額外時間為10分鐘。

## 紀念
2016年12月7日，Google更改其首頁的Doodle，以紀念首次測定光速340周年。